# 스톰이앤에프
주식회사 스톰이앤에프(Stom E&F)는 연예 매니지먼트, 커피 프랜차이즈, 방송 외주제작 산업을 진행하는 종합 다목적 산업 주식회사이다.

## 역사
- 1994년 8월 한국전자통신연구원이 주축이 되어 첨단정보통신 제조, 생산 및 판매 등의 사업영위를 목적으로 설립 이후부터 시작되었으며, 2000년 6월 코스닥시장에 상장되었다.
- 2001년 4월경 (주)지오시스를 인수, 상호명을 트루윈테크놀로지로 변경하였다.
- 2006년 5월에는 (주)팝콘매니지먼트와 심엔터테인먼트를 인수하면서 6월에는 상호명을 (주)팝콘필름으로 변경하였다.
- 2007년 2월에는 상호명을 (주)도너츠미디어로 변경하였고, 팬텀 엔터테인먼트 그룹 산하의 자회사로 소속했으며, 3월에는 DY엔터테인먼트를 인수하였다.
- 2008년 4월에는 팬텀엔터테인먼트그룹이 관리종목으로 넘어가면서 여러 가지 악재가 겹치자 산하 자회사에 나와서 독립했고 이후 상호명을 (주)워크원더스로 변경하였다.
- 2008년 12월, 커피 프랜차이즈 기업인 디초콜릿코리아(주)를 합병하였고, 상호명을 (주)디초콜릿이앤티에프로 변경하였다.
- 2009년 3월 19일, 자회사인 DY엔터테인먼트를 합병하여 매니지먼트 사업을 겸하게 되었다.[1][2][3]
- 2010년 2월에는 신동엽 등 당시 해당 회사 소속 연예인들이 故 배삼룡 빈소에 조화를[4] 보내기도 했다.
- 2010년 3월에는 연기자 매니지먼트를 강화한다는 방침으로 S2007 엔터테인먼트와의 합병이 아닌 소속 배우들과의 전속 계약을 체결했다.
- 2010년 6월 22일, 회사 경영진의 횡령혐의로 조사를 받았으며, 2010년 7월 2일, 주주총회에서 회사명을 (주)스톰이앤에프로 변경했다.[5]
- 2011년 4월 13일 자본전액잠식 등의 이유로 코스닥시장 상장이 폐지되었다.

## 프로그램

### 종영된 프로그램
- SBS 《일요일이 좋다》 - 〈패밀리가 떴다〉
- KBS joy 《소녀시대의 헬로 베이비》
- SBS 《일요일이 좋다》 - 〈골드미스가 간다〉
- KBS2 《해피선데이》 - 〈1박 2일〉
- SBS 《놀라운 대회 스타킹》(제작중단)
- SBS 《강심장》(제작중단)